# Olla gitana

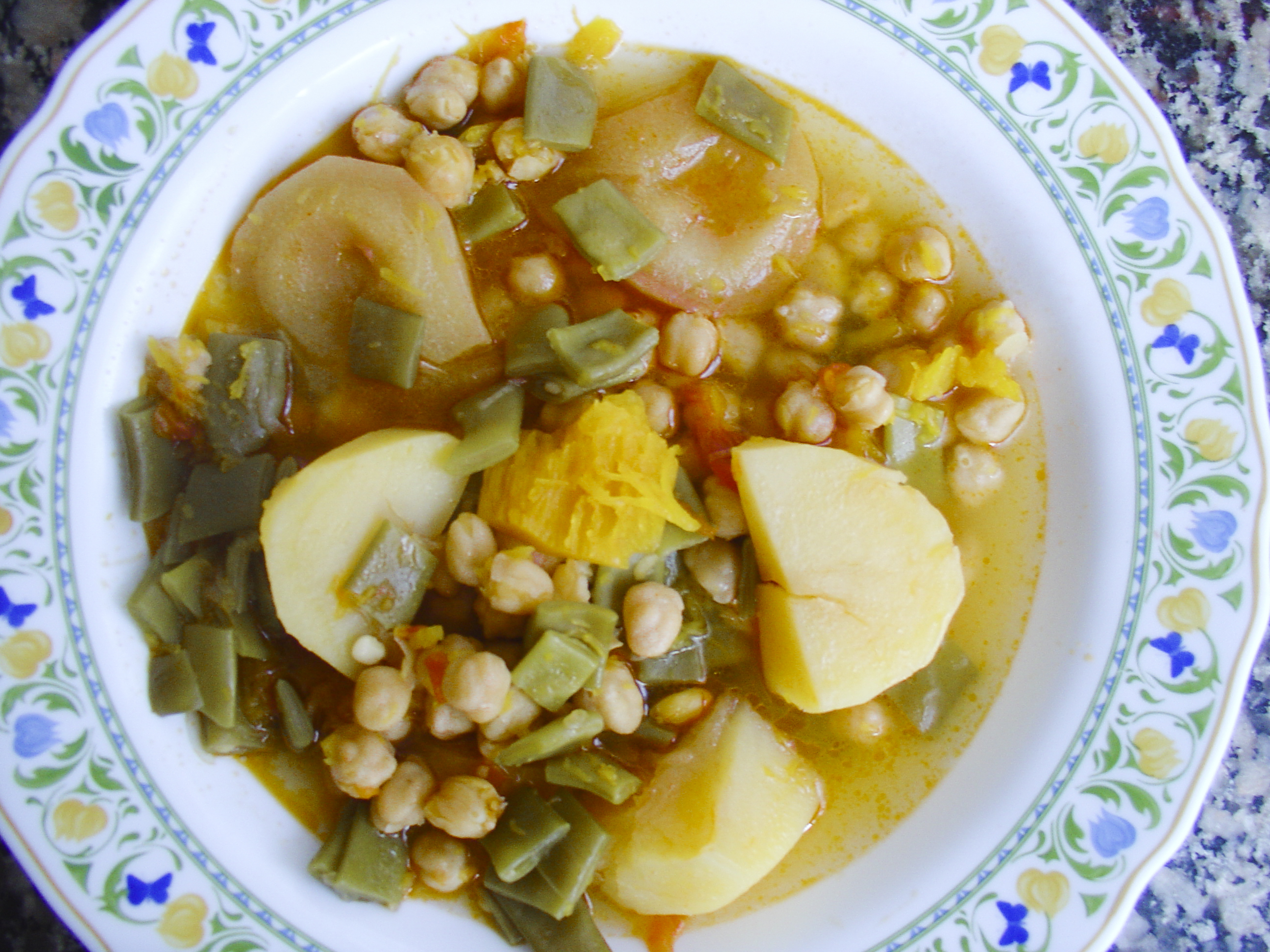
Olla gitana. Nótese la presencia de peras en la parte superior.

La olla gitana es un plato típico de las regiones de Murcia, Comunidad Valenciana y Andalucía Oriental consistente en un cocido de legumbres y verduras variadas, de entre cuyos componentes destacan las peras.

## Ingredientes
- Garbanzos
- Habichuelas
- Judías verdes, llamadas en Valencia, Murcia y Alicante bajocas.
- Calabaza
- Chirivía
- Pera
- Cebolla
- Tomate
- Patata
- Hierbabuena
- Azafrán
- Pimentón dulce
- Aceite de oliva
- Ajos, 2 picados en el mortero
- Agua
- Sal

## Receta
Es una receta sencilla: se hierven los garbanzos ya remojados y las habichuelas, la chirivía, las bajocas, (el trozo de calabaza, las peras y las patatas) esto después de que las legumbres estén hechas y ya hayas puesto el sofrito; se hace un sofrito con la cebolla y el tomate, al cual, una vez hecho se le añade el pimentón y se rehoga un tiempo; se echa el sofrito a la olla, se le añade el azafrán, la hierbabuena y se corrige de sal; se deja cocer un tiempo hasta que se repartan los sabores y, si la salsa es demasiado clara, se machaca en un mortero una cucharada de garbanzos y se añade a esta. Se sirve muy caliente, a la manera del cocido. El ajo picado se echa a lo último cuando la patata ya esté hecha.
- Datos: Q6050137